# Вишневський Микола Дмитрович
Микола Дмитрович Вишневський (23 травня 1949, с. Цінева, Україна — 24 липня 2019, там само) — український журналіст, редактор. Член Національної спілки журналістів України (1981).

## Життєпис
Микола Вишневський народився 23 травня 1949 року у селі Ціневі, нині Дубівської громади Калуського району Івано-Франківської области України.
Закінчив факультет журналістики Львівського університету (1977). Працював монтажником-висотником на будівництві Калуського хіміко-металургійного комбінату (1964—1968, Івано-Франківська область). Від 1977 — в м. Тернополі: кореспондент обласної газети «Вільне життя», відповідальний секретар районної газети «Шляхом Ілліча», редактор газети «Студентський вісник» (1988—1990), 1-й редактор газета «Відродження» (1990—1991; нині «Свобода плюс Тернопільщина»), редактор облтелерадіокомітету.
Помер 24 липня 2019 року в родинному селі.